# Holler (EP)
Holler es el segundo EP del grupo femenino surcoreano, Girls' Generation-TTS. Su lanzamiento digital fue el 16 de septiembre de 2014 y físicamente el 18 de septiembre de 2014, por S.M. Entertainment. Eso marcó la primera versión del grupo después de estar en un hiato de dos años después del lanzamiento de su álbum debut Twinkle en 2012.

## Antecedentes y lanzamiento
Holler debutó en el número uno en Gaon's Weekly Chart y Billboard World Albums Chart. Como resultado de esto, TTS se convirtió en el tercer artista coreano y el primer grupo femenino, en tener por lo menos dos álbumes en el número 1 en los gráficos de este último. El grupo previamente alcanzó el puesto número uno, dos años atrás, con su lanzamiento debut, Twinkle. Hicieron su primera actuación de regreso en un escaparate en Olympic Park’s Woori Financial Art Hall, actuando varias canciones incluyendo temas de su álbum anterior.
Durante una entrevista con Billboard, las tres cantantes expresaron:

«Este álbum fue muy personal para nosotras y fue muy divertido... para apagar un lado mucho más crudo de nuestra música... la música que armamos tiene mucho más capas, mucho más profundidad a la misma en términos de sonido, coros o armonización juntos. Nuestro objetivo principal no era ser visualmente entretenidas, pero si ser vocalmente.»

 Otros describieron el álbum como una versión más madura de su predecesor, Twinkle y ellas dijeron:«Queremos hacer sentir buenas canciones que son relacionables, queremos hacer álbumes que son más naturales... y hablar desde el fondo de nuestros corazones.» El trío reveló que Taeyeon tomó la responsabilidad de la selección de la canción, Seohyun escribió la letra de la canción, «Only U», mientras que Tiffany sirvió como directora visual a la imagen general del álbum y el concepto del vídeo musical de «Holler». El lanzamiento del álbum coincidió con la difusión del programa de televisión de TTS, The TaeTiSeo; así, mostró algunas imágenes de la preparación del álbum.
El grupo realizó varias canciones para sus actividades promocionales incluyendo «Holler», «Whisper», «Only U» y «Adrenaline». Lograron dos «Número 1» en M! Countdown de Mnet, una victoria en Show! Music Core de KBS, una victoria en Inkigayo de SBS  y una victoria en Music Bank de KBS. El grupo hizo algunos aspectos de la radio y la televisión como en «Sunny's FM Date», o You Hee-yeol's Sketchbook de KBS 2TV, donde cantaron «Cater 2 U» de Destiny's Child.

## Sencillos
El sencillo principal «Whisper» fue lanzado el 13 de septiembre de 2014, y se posicionó en el número cuatro de Gaon's Weekly Chart.
El segundo sencillo «Holler» se posicionó en el número tres de Gaon's Weekly Chart y número seis en  Billboard's World Digital Song Chart. Tiffany describió que la canción fue rítmica en el sonido y destacó como funky groove y que estaba repleta de energía. Su vídeo musical se convirtió en número uno en el top semanal de Youtube, y más adelante fue el vídeo de K-Pop más visto en  en América y alrededor del mundo para el mes de septiembre. La canción fue dada inicialmente a la cantante japonés Mizuki Watanabe bajo el título «Hello Me!», que era un b-Side de su sencillo de 2007, «Best Friend».

## Vídeo musical
El vídeo comienza con tomas individuales de Taeyeon, Tiffany y Seohyun que aparecen en un brillante y colorido salón de baile en el instrumental de «Adrenaline», otra canción de la EP. Las tres se ven caminando juntas antes de que la cámara se cae mareada, exclamando «¡Esto está loco!» en burbujas de cómics. Las chicas son vistas posando juntas en una escalera, con Seohyun girando un juego de llaves en sus manos. Ella se burla de un hombre invisible con las llaves antes de entregárselo a él. La canción comienza con el hombre invisible que sostiene las llaves en sus manos mientras se llega a un elevador. Las chicas se ven en el elevador saludando al hombre. Él mira a su alrededor, pero cuando él enfoca su atención hacia las chicas, ya han desaparecido. Aparecen otra vez repentinamente pero Tiffany no se ve. Taeyeon y Seohyun levantan la mano, indicando que también no tienen ni idea donde Tiffany ha desaparecido.
En el primer verso de la canción se encuentran en el gran salón de baile con las tres chicas bailando con bailarines mientras Taeyeon canta sus versos. Después de su parte, Tiffany continúa la canción y se ve en el elevador antes de salir y bailar en el salón de baile también. Las chicas son entonces vistos bailando en una larga mesa de comedor blanca, que lleva todos los trajes blancos, con una audiencia de hombres en traje sentados en la mesa mientras cantan el primer coro.
El segundo verso se ve que el elevador está subiendo y Seohyun está cantando sus versos en un marco de oro. En la parte de Taeyeon también tiene lugar parcialmente en el mismo lugar, donde en un momento dado las tres chicas se ven sentadas juntas en un sofá grande. El segundo coro tiene lugar en una sala de luz azul llena de agua, así como un jardín selvático. 
Cuando Tiffany canta en el puente, se la ve sentada en un sofá en forma de una mano, con jeroglíficos egipcios. Tiffany es vista en un coche deportivo rojo mientras que Taeyeon continúa la canción en el gran salón de baile visto anteriormente. Las tres chicas aparecen luego en una fiesta usando audífonos como DJ's. La multitud en la fiesta pronto se une a ellas en su baile.
El vídeo termina con el elevador que va bajando. El hombre invisible entrega las llaves de nuevo a ellas, que Taeyeon toma con prontitud. Las tres le sonríen a él y a los demás antes que de decirles adiós a él.

## Lista de canciones
| N.º | Título                                  | Letras                             | Música                                                            | Traducción                                                        | Duración |  |
| 1.  | «Holler»                                | Mafly / Fredrik Bostrom, Anna Engh | Figge Boström, Anna Engh fd Nordell                               | Figge Boström, Maria Marcus                                       | 03:03    |  |
| 2.  | «Adrenaline» (아드레날린; Adeurenallin) | Kim Min-jung, Mafly                | Ina Wroldsen, Lucas Secon, Mich Hansen, Jonas Jeberg, Yoo Han-Jin | Ina Wroldsen, Lucas Secon, Mich Hansen, Jonas Jeberg, Yoo Han-Jin | 03:29    |  |
| 3.  | «Whisper» (내가 네게; Naega Nege)       | Mafly, James Im, Joel Hong         | Andrew Jackson, Im Gwang Uk, Martin Hoberg Hedegaard,             | Im Gwang Uk, Im Chaese-op                                         | 03:38    |  |
| 4.  | «Stay»                                  | Brian Kim                          | Caesar & Loui, Olof Lindskog, Hayley Aitken                       | Caesar & Loui, Olof Lindskog, Hayley Aitken                       | 03:31    |  |
| 5.  | «Only U»                                | Seohyun                            | Lauren Dyson, Sebastian Thott, Erik Lidbom                        | Sebastian Thott                                                   | 03:37    |  |
| 6.  | «Eyes»                                  | Mafly                              | Albi Albertsson, Mara Kim                                         | MUSSASHI                                                          | 02:39    |  |

## Posicionamiento

### Gráficos de álbumes
| Región        | Gráfico                      | Posición alta |
| ------------- | ---------------------------- | ------------- |
| Corea del Sur | Gaon Weekly Albums Chart     | 1             |
| Corea del Sur | Gaon Monthly Albums Chart    | 2             |
| Corea del Sur | Gaon Yearly Albums Chart     | 22            |
| Japón         | Oricon Weekly Albums Chart   | 23            |
| Taiwán        | G-Music Albums Chart         | 1             |
| U.S           | Billboard World Albums       | 1             |
| U.S           | Billboard Heatseekers Albums | 11            |

### Ventas y certificaciones
| Gráfico             | Cantidad |
| ------------------- | -------- |
| Gaon ventas físicas | 86 339+  |

## Historial de lanzamiento
| País            | Fecha                    | Discográfica distribuidora        | Formato          |
| --------------- | ------------------------ | --------------------------------- | ---------------- |
| Corea del Sur   | 16 de septiembre de 2014 | SM Entertainment, KT Music        | Descarga digital |
| Corea del Sur   | 18 de septiembre de 2014 | SM Entertainment, KT Music        | CD               |
| Hong Kong       | 18 de septiembre de 2014 | SM Entertainment, Universal Music | CD               |
| Resto del mundo | 16 de septiembre de 2014 | SM Entertainment, Universal Music | Descarga digital |